# سیارک ۱۴۳۳۹

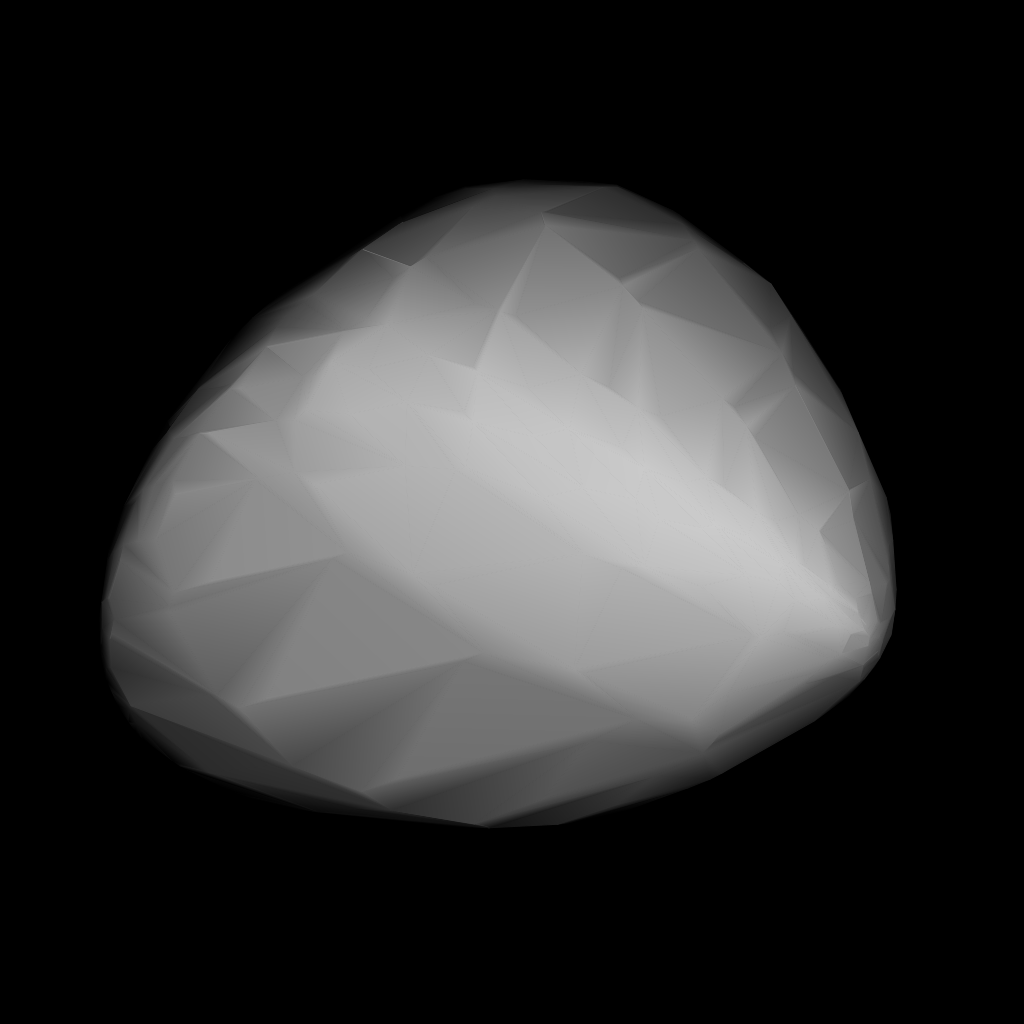
مدل سه‌بُعدی سیارک ۱۴۳۳۹ بر اساس منحنی نور آن

سیارک ۱۴۳۳۹ (به انگلیسی: 14339 Knorre، نامگذاری:1983GU)۱۴۳۳۹مین سیارک کشف شده‌است که در ۱۰ آوریل ۱۹۸۳ کشف شد.